# Doo-Wops & Hooligans
Doo-Wops & Hooligans es el nombre del primer álbum del cantante Norteamericano Bruno Mars. Fue lanzado al mercado por Atlantic y Elektra Records el 4 de octubre de 2010. El primer sencillo, "Just the Way You Are" fue lanzado el 19 de julio de 2010 y ha alcanzado la primera posición en Canadá, Reino Unido y Estados Unidos. El segundo sencillo, "Grenade", también alcanzó el número 1 en numerosos países. El tercer sencillo, "The Lazy Song", fue lanzado el 15 de febrero de 2011. Además fue publicado un sencillo promocional, "Liquor Store Blues" (con Damian Marley). Según Nielsen SoundScan, hasta enero de 2013, Doo-Wops & Hooligans vendió 1 842 000 copias en Estados Unidos, donde debutó en la tercera posición de la lista Billboard 200.

## Contenido musical
Mars compuso todas las canciones del álbum, tanto de la versión estándar como de la versión de lujo, sin embargo, en algunas cuenta con la colaboración de los compositores Ari Levine, Phillip Lawrence, Brody Brown, Claude Kelly, Andrew Wyatt, Dwayne Chin-quee, Mitchum Chin, Damian Marley, Albert Winkler, Jeff Bhasker, Diplo, Mike Caren, Patrick Stump, Kaveh Rastegar, John Wicks, Jeremy Ruzumna, Joshua López y Bobby Simmons, Jr.. Musicalmente, comprende principalmente los géneros pop, rock, soul, hip hop, reggae, R&B y reggae fusion. Ken Capobianco de The Boston Globe denotó que la música del álbum tiene «melodías brillantes» y «pop suave». Alexis Petridis de The Guardian, señaló que toma el pop soul de Michael Jackson, el estilo rock-arena de Coldplay y una puñalada del R&B de los años 60, pero añadió que  «la configuración predeterminada» del álbum es el «reggae-pop acústico», y recuerda la colaboración de Mars con Travie McCoy «Billionaire», un soft rock tranquillo, con inflexiones de reggae suave. Jon Caramanica de The New York Times escribió que Mars tiene una «voz ligera, influenciada por el soul, que es fácil de encajar en una variedad de estilos» y que él y The Smeezingtons tienen «un apretón firme en el espectro lleno de música pop negra y música pop blanca también». El periodista musical Jody Rosen, comentó que las canciones del álbum «se mueven de power ballads al dormitorio de himnos de pop-reggae».

## Recepción

### Recibimiento comercial
Doo-Wops & Hooligans debutó en la tercera posición de Billboard 200 de Estados Unidos, con ventas de 55 000 copias, solo superado por Hemingway's Whiskey de Kenny Chesney y el número uno de esa semana Bullets in the Gun de Toby Keith. Además el álbum alcanzó las posiciones número uno en Catalog Albums, el 25 de agosto de 2013, había permanecido en la cima de la lista siete semanas seguidas, así superó a Legend (1984) de Bob Marley & The Wailers, como el acto con más semanas en la primera posición de Catalog Albums en 2013. Al pasar once semanas en la primera posición de Catalog Albums, se convirtió en el acto masculino con más semanas, superando así a Number Ones (2003) de Michael Jackson. Hasta la fecha Doo-Wops & Hooligans ha comercializado 2 310 000 copias en Estados Unidos, así las cosas la Recording Industry Association of America (RIAA) lo certificó con dos discos de platino. Por su parte en Canadá, el álbum debutó en la posición seis de Canadian Albums, cuatro meses después alcanzó la posición uno del listado, por eso la Canadian Recording Industry Association (CRIA) le otorgó al álbum tres discos de platino por ventas de 240 000 copias. En México, el álbum debutó en la posición noventa y siete de Top 100 México, luego alcanzó la quinta posición, más adelante la AMPROFON le concedió un disco de oro.
En Alemania, el álbum debutó en la primera posición del listado de álbumes de Media Control, luego la Bundesverband Musikindustrie (BVMI) le concedió al álbum cinco discos de oro, por medio millón de copias vendidas en ese país. El álbum logró además posiciones dentro de los cinco primeros en Austria, la Región Flamenca de Bélgica, Dinamarca, Finlandia y Países Bajos, en dichos territorios, logró discos de platino en Austria y oro en Bélgica y Dinamarca. En Reino Unido, alcanzó la primera posición de UK Albums Chart, al final del 2011, el álbum había vendido 976 000 copias, y hasta el 1 de enero de 2012 había sobrepasado el millón doscientos mil copias, sin embargo la British Phonographic Industry (BPI), le concedió cinco discos de platino que equivalen a 1,5 millones de copias. 
En Australia y Nueva Zelanda, el álbum alcanzó la segunda posición de ambos listados, más adelante la Australian Recording Industry Association (ARIA) le concedió cuatro discos de platino por 280 000 copias, entre tanto la Recorded Music NZ (RMNZ) le otorgó seis discos de platino por ventas de 90 000 copias en la isla. Hasta 2012, Doo-Wops & Hooligans había vendido seis millones de copias a nivel mundial.

## Sencillos

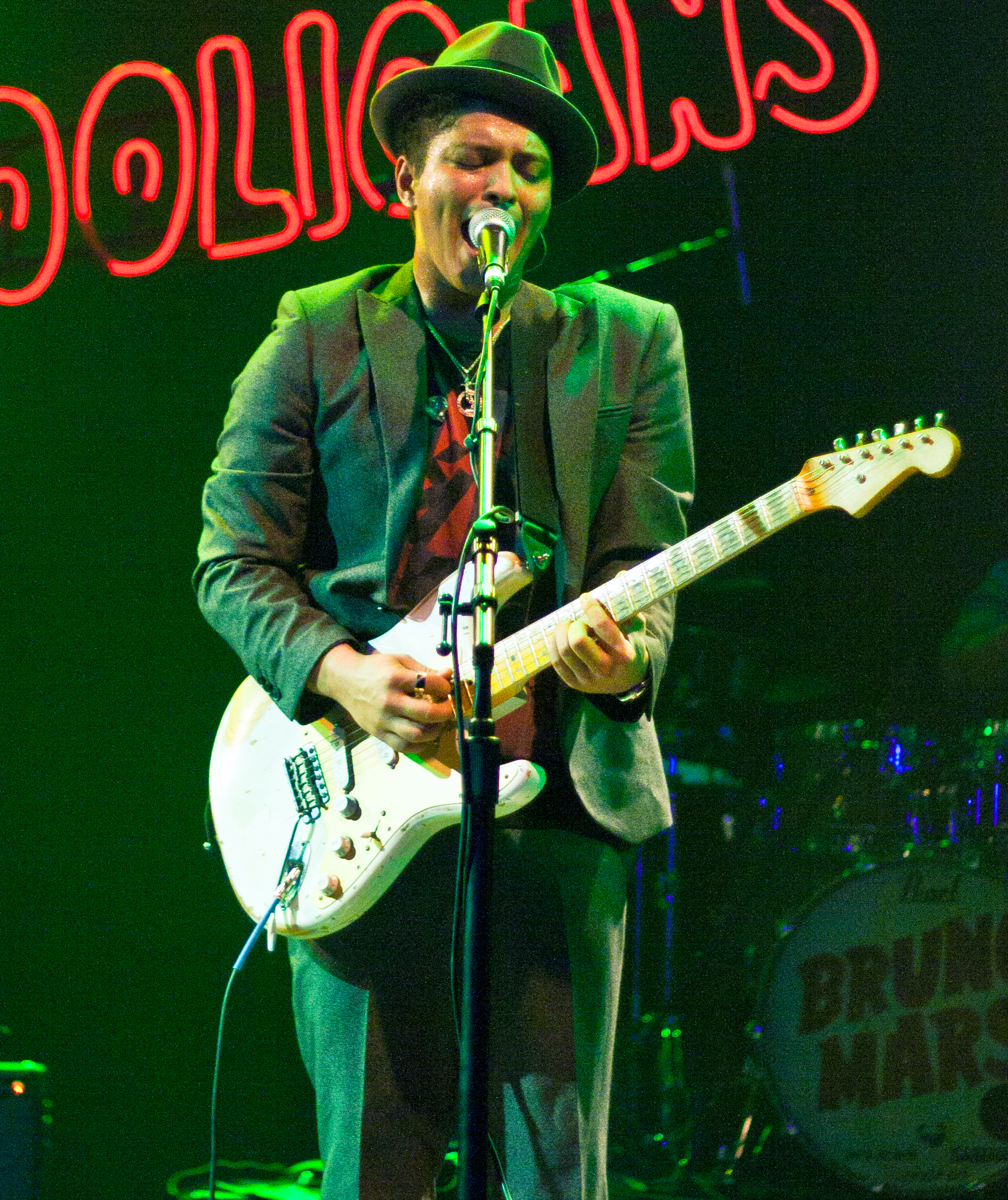
Mars durante el Doo-Wops & Hooligans Tour en Houston, Texas, el 24 de noviembre de 2010.

«Just the Way You Are» se lanzó como el sencillo principal del álbum el 20 de julio de 2010. La canción se convirtió en un éxito comercial en el mundo, entre otras, encabezó el listado de Billboard Hot 100 por cuatro semanas consecutivas, y vendió más de seis millones de copias solo en el país americano. Asimismo alcanzó la cima de los listados de Australia, Canadá, Nueva Zelanda y Reino Unido, entre otros. Debido a su exitosa recepción, se convirtió en la canción más vendida del 2011, con 12,5 millones de ventas, esto, según la Federación Internacional de la Industria Fonográfica (IFPI). El vídeo musical del sencillo se publicó el 8 de septiembre de 2010, bajo la dirección de Ethan Lader.
El segundo sencillo, se lanzó el 28 de septiembre de 2010, y se tituló «Grenade». Al igual que su predecesor, contó con un buen recibimiento comercial, ya que también se posicionó en el primer lugar del listado de Billboard Hot 100, a su vez vendió 5,7 millones de copias en ese territorio. «Grenade», también lideró algunos listados más, como el de Alemania, Australia, Canadá, Irlanda, Reino Unido, Suecia, Suiza, entre otros. En total, el tema vendió 10,2 millones de copias digitales en 2011, lo que lo convirtió en el segundo sencillo más exitoso de dicho año, justo detrás de «Just the Way You Are». Nabil Elderkin dirigió el vídeo de «Grenade».
«The Lazy Song», se lanzó 15 de febrero de 2011 como tercer sencillo del álbum. El tema se posicionó en la cuarta posición del Hot 100, y vendió 3,26 millones de copias en ese país. «The Lazy Song» logró la primera posición en Reino Unido (teniendo tres sencillos de forma consecutiva), así como el top cinco en Nueva Zelanda, Austria y Canadá. Hasta el momento, ha comercializado 6,5 millones a nivel mundial. Mars y Cameron Buddy se encargaron de dirigir el vídeo musical de la canción.
«Marry You», se lanzó como cuarto sencillo del álbum el 22 de agosto de 2011. Llegó al top cinco solo a Austria, Nueva Zelanda e Irlanda. Sin embargo, logró vender 2 200 000 copias en Estados Unidos, donde se posicionó en la posición ochenta y cinco. El último sencillo, «Count on Me», se lanzó en Australia el 7 de noviembre de 2011. Tuvo una recepción moderada, no obstante, logró, entre otras, la quinta posición en Austria.

## Lista de canciones
- Edición estándar

| Doo-Wops & Hooligans |                                             | |                              |          |  |
| N.º                  | Título                                      | Escritor(es) | Productor(es)                | Duración |  |
| 1.                   | «Grenade»                                   | Bruno Mars · Philip Lawrence · Ari Levine · Brody Brown · Claude Kelly · Andrew Wyatt                                                             | The Smeezingtons             | 3:43     |  |
| 2.                   | «Just the Way You Are»                      | Mars · Lawrence · Levine · Khalil Walton · Khari Cain                                                                                             | The Smeezingtons · Needlz    | 3:40     |  |
| 3.                   | «Our First Time»                            | Mars · Lawrence · Levine · Dwayne Chin-Quee · Mitchum Chin                                                                                        | The Smeezingtons · Supa Dups | 4:03     |  |
| 4.                   | «Runaway Baby»                              | Mars · Lawrence · Levine · Brown | The Smeezingtons             | 2:28     |  |
| 5.                   | «The Lazy Song»                             | Mars · Lawrence · Levine · K'naan | The Smeezingtons             | 3:09     |  |
| 6.                   | «Marry You»                                 | Mars · Lawrence · Levine | The Smeezingtons             | 3:49     |  |
| 7.                   | «Talking to the Moon»                       | Mars · Lawrence · Levine · Albert Winkler · Jeff Bhasker                                                                                          | The Smeezingtons · Bhasker   | 3:38     |  |
| 8.                   | «Liquor Store Blues» (con Damian Marley)    | Mars · Lawrence · Levine · Chin-Quee · Chin · Damian Marley · Thomas Pentz                                                                        | The Smeezingtons · Supa Dups | 3:49     |  |
| 9.                   | «Count on Me»                               | Mars · Lawrence · Levine | The Smeezingtons             | 3:17     |  |
| 10.                  | «The Other Side» (con Cee Lo Green y B.o.B) | Mars · Lawrence · Levine · Brown · Mike Caren · Patrick Stump · Kaveh Rastegar · John Wicks · Jeremmy Ruzumma · Joshua López · Bobby Simmons, Jr. | The Smeezingtons             | 3:48     |  |
| 35:27                |                                             | |                              |          |  |

- Edición de lujo

| Doo-Wops & Hooligans |                                                |                                          |                           |          |  |
| N.º                  | Título                                         | Escritor(es)                             | Productor(es)             | Duración |  |
| 11.                  | «Just the Way You Are» (Remix con Lupe Fiasco) | Mars · Lawrence · Levine · Walton · Cain | The Smeezingtons · Needlz | 3:58     |  |
| 12.                  | «Somewhere in Brooklyn»                        | Mars · Lawrence · Levine                 | The Smeezingtons          | 3:02     |  |

| Doo-Wops & Hooligans |                                          |                                              |                            |          |  |
| N.º                  | Título                                   | Escritor(es)                                 | Productor(es)              | Duración |  |
| 11.                  | «Somewhere in Brooklyn»                  | Mars · Lawrence · Levine                     | The Smeezingtons           | 3:02     |  |
| 12.                  | «Talking to the Moon» (versión acústica) | Mars · Lawrence · Levine · Winkler · Bhasker | The Smeezingtons · Bhasker | 3:02     |  |

- Edición platino

| Doo-Wops & Hooligans |                                                     | |                                          |          |  |
| N.º                  | Título                                              | Escritor(es)                                                                                              | Productor(es)                            | Duración |  |
| 11.                  | «Just the Way You Are» (Remix con Lupe Fiasco)      | Mars · Lawrence · Levine · Walton · Cain                                                                  | The Smeezingtons · Needlz                | 3:58     |  |
| 12.                  | «Somewhere in Brooklyn»                             | Mars · Lawrence · Levine                                                                                  | The Smeezingtons                         | 3:02     |  |
| 13.                  | «Talking to the Moon» (versión acústica)            | Mars · Lawrence · Levine · Winkler · Bhasker                                                              | The Smeezingtons · Bhasker               | 3:02     |  |
| 14.                  | «Just the Way You Are» (versión en vivo de Walmart) | Mars · Lawrence · Levine · Walton · Cain                                                                  |                                          | 4:28     |  |
| 15.                  | «Grenade» (versión en vivo de Walmart)              | Mars · Lawrence · Levine · Faisal · Brown · Kelly · Wyatt                                                 |                                          | 4:37     |  |
| 16.                  | «The Other Side» (versión en vivo de Walmart)       | Mars · Lawrence · Levine · Brown · Mike Caren · Stump · Rastegar · Wicks · Ruzumma · López · Simmons, Jr. |                                          | 2:59     |  |
| 17.                  | «Grenade» (The Hooligans Remix)                     | Mars · Lawrence · Levine · Faisal · Brown · Kelly · Wyatt                                                 | The Smeezingtons · The Hooligans (remix) | 3:30     |  |
| 18.                  | «Grenade» (Passion Pit Remix)                       | Mars · Lawrence · Levine · Faisal · Brown · Kelly · Wyatt                                                 | The Smeezingtons · Passion Pit (remix)   | 6:10     |  |
| 19.                  | «Grenade» (Dexpistols Remix)                        | Mars · Lawrence · Levine · Faisal · Brown · Kelly · Wyatt                                                 | The Smeezingtons · Dexpistols (remix)    |          |  |

## Posicionamiento en listas

### Semanales
| País              | Lista                     | Mejor posición |
| 2010 — 13         | 2010 — 13                 | 2010 — 13      |
| ----------------- | ------------------------- | -------------- |
| Alemania          | Offizielle Top 100        | 1              |
| Australia         | ARIA Top 50 Albums        | 2              |
| Austria           | Top 75 Longplay           | 2              |
| Bélgica (Flandes) | Ultratop 50 Albums        | 1              |
| Bélgica (Valonia) | Ultratop 40 Albums        | 14             |
| Canadá            | Canadian Albums           | 1              |
| Croacia           | Croatian Albums Chart     | 20             |
| Dinamarca         | Danish Albums Top-40      | 2              |
| Escocia           | Scottish Albums Chart     | 1              |
| Eslovenia         | Slovenian Albums Chart    | 19             |
| España            | Top 100 Álbumes           | 9              |
| Estados Unidos    | Billboard 200             | 2              |
| Estados Unidos    | Catalog Albums            | 2              |
| Estados Unidos    | Digital Albums            | 1              |
| Estados Unidos    | Tastemaker Albums         | 5              |
| Estados Unidos    | Top Album Sales           | 3              |
| Finlandia         | Finnish Top 40 Albums     | 3              |
| Francia           | French Albums Chart       | 13             |
| Hungría           | Hungarian Albums Chart    | 29             |
| Irlanda           | Irish Albums Chart        | 1              |
| Italia            | Top 100 Artisti           | 11             |
| Japón             | Oricon Albums Chart       | 14             |
| México            | Top 100 México            | 3              |
| Noruega           | Album Top 40              | 10             |
| Nueva Zelanda     | New Zealand Albums Charts | 2              |
| Países Bajos      | Albums Top 100            | 1              |
| Polonia           | OLis Charts Albums        | 7              |
| Portugal          | Portuguese Albums Charts  | 6              |
| Reino Unido       | UK Albums Chart           | 1              |
| República Checa   | Czech Albums Top 100      | 17             |
| Sudáfrica         | RiSA Albums Chart         | 16             |
| Suecia            | Swedish Top 60 Albums     | 6              |
| Suiza             | Swiss Albums Chart        | 1              |
| Taiwán            | Western Chart Top 20      | 1              |

#### Sucesión en listas
| Predecesor: Große Freiheit de Unheilig                  | German Albums Chart — Álbum número 1 28 de enero de 2011 — 4 de febrero de 2011                                       | Sucesor: 21 de Adele                             |
| Predecesor: Dromen durven delen de Marco Borsato        | Flanders Albums Chart — Álbum número 1 29 de enero de 2011 — 5 de febrero de 2011                                     | Sucesor: 21 de Adele                             |
| Predecesor: Loud de Rihanna                             | Canadian Albums — Álbum número 1 5 de febrero de 2011 — 12 de febrero de 2011                                         | Sucesor: 2011 Grammy Nominees de Varios artistas |
| Predecesor: Loud de Rihanna                             | Scottish Albums Chart — Álbum número 1 29 de enero de 2011 — 5 de febrero de 2011                                     | Sucesor: 21 de Adele                             |
| Predecesor: I Am Not a Human Being de Lil Wayne         | Digital Albums — Álbum número 1 23 de octubre de 2010 — 30 de octubre de 2010                                         | Sucesor: Charleston, SC 1966 de Darius Rucker    |
| Predecesor: Loud de Rihanna                             | Irish Albums Chart — Álbum número 1 20 de enero de 2011 — 27 de enero de 2011                                         | Sucesor: 21 de Adele                             |
| Predecesor: Dromen durven delen de Marco Borsato        | Albums Top 100 — Álbum número 1 22 de enero de 2011 — 29 de enero de 2011                                             | Sucesor: 21 de Adele                             |
| Predecesor: Loud de Rihanna 21 de Adele                 | UK Albums Chart — Álbum número 1 30 de enero de 2011 — 5 de febrero de 2011 15 de enero de 2012 — 21 de enero de 2012 | Sucesor: 21 de Adele 21 de Adele                 |
| Predecesor: Heaven – Best of Ballads Part 2 de Gotthard | Swiss Albums Chart — Álbum número 1 30 de enero de 2011 — 6 de febrero de 2011                                        | Sucesor: 21 de Adele                             |

### Anuales
| País              | Lista                    | Posición |
| 2010              | 2010                     | 2010     |
| ----------------- | ------------------------ | -------- |
| Australia         | ARIA Albums Chart        | 45       |
| Nueva Zelanda     | New Zealand Albums Chart | 26       |
| 2011              |                          |          |
| Alemania          | Offizielle Top 100       | 4        |
| Australia         | ARIA Albums Chart        | 3        |
| Austria           | Top 75 Longplay          | 10       |
| Bélgica (Flandes) | Ultratop 50 Albums       | 5        |
| Bélgica (Valonia) | Ultratop 40 Albums       | 38       |
| Canadá            | Canadian Albums          | 6        |
| Dinamarca         | Danish Albums Top-40     | 8        |
| España            | Álbumes Top 100          | 44       |
| Estados Unidos    | Billboard 200            | 12       |
| Estados Unidos    | Digital Albums           | 10       |
| Irlanda           | Irish Albums Chart       | 5        |
| México            | Top 100 México           | 80       |
| Nueva Zelanda     | New Zealand Albums Chart | 2        |
| Países Bajos      | Albums Top 100           | 5        |
| Reino Unido       | UK Albums Chart          | 3        |
| Suecia            | Swedish Top 60 Albums    | 45       |
| Suiza             | Swiss Albums Chart       | 4        |
| 2012              |                          |          |
| Australia         | ARIA Albums Chart        | 25       |
| Austria           | Top 75 Longplay          | 71       |
| Bélgica (Flandes) | Ultratop 50 Albums       | 80       |
| Estados Unidos    | Billboard 200            | 60       |
| Nueva Zelanda     | New Zealand Albums Chart | 9        |
| Reino Unido       | UK Albums Chart          | 26       |
| Suiza             | Swiss Albums Chart       | 50       |
| 2013              |                          |          |
| Australia         | ARIA Albums Chart        | 55       |
| Estados Unidos    | Billboard 200            | 73       |
| Estados Unidos    | Catalog Albums           | 2        |
| Japón             | Oricon Albums Chart      | 73       |
| Nueva Zelanda     | New Zealand Albums Chart | 48       |
| Reino Unido       | UK Albums Chart          | 87       |
| 2014              |                          |          |
| Estados Unidos    | Billboard 200            | 87       |

## Certificaciones
| Territorio     | Organismo certificador | Certificación | Ventas certificadas | Simbolización | Ref.    |
| -------------- | ---------------------- | ------------- | ------------------- | ------------- | ------- |
| Alemania       | BVMI                   | 5× Oro        | 500 000             | 5●            | [ 18 ]  |
| Australia      | ARIA                   | 4× Platino    | 280 000             | 4▲            | [ 28 ]  |
| Austria        | IFPI — Austria         | Platino       | 20 000              | ▲             | [ 20 ]  |
| Bélgica        | BEA                    | Platino       | 30 000              | ▲             | [ 21 ]  |
| Brasil         | ABPD                   | Platino       | 40 000              | ▲             | [ 113 ] |
| Canadá         | CRIA                   | 3× Platino    | 240 000             | 3▲            | [ 14 ]  |
| Chile          | IFPI — Chile           | Oro           | 5000                | ●             | [ 114 ] |
| Dinamarca      | IFPI — Dinamarca       | 3× Platino    | 90 000              | 3▲            | [ 22 ]  |
| España         | PROMUSICAE             | Oro           | 20 000              | ●             | [ 115 ] |
| Estados Unidos | RIAA                   | 2× Platino    | 2 000               | 2▲            | [ 11 ]  |
| Filipinas      | PARI                   | 2× Diamante   | 300 000             | 20▲           | [ 116 ] |
| Francia        | SNEP                   | 2× Platino    | 200 000             | 2▲            | [ 117 ] |
| Irlanda        | IRMA                   | 4× Platino    | 60 000              | 4▲            | [ 118 ] |
| Italia         | FIMI                   | Oro           | 30 000              | ●             | [ 119 ] |
| Japón          | RIAJ                   | Oro           | 100 000             | ●             | [ 120 ] |
| México         | AMPROFON               | Oro           | 30 000              | ●             | [ 16 ]  |
| Nueva Zelanda  | RMNZ                   | 6× Platino    | 90 000              | 6▲            | [ 30 ]  |
| Polonia        | ZPAV                   | Oro           | 10 000              | ●             | [ 121 ] |
| Reino Unido    | BPI                    | 5× Platino    | 1 500 000           | 5▲            | [ 26 ]  |
| Sudáfrica      | RISA                   | Oro           | 10 000              | ●             | [ 122 ] |
| Suecia         | GLF                    | Oro           | 20 000              | ●             | [ 123 ] |
| Sumario        |                        |               |                     |               |         |
| Europa         | IFPI                   | 3× Platino    | 3 000               | 3▲            | [ 124 ] |
| Mundo          | Mundo                  | —             | 6 000               | —             | [ 31 ]  |

## Historial de lanzamientos
| País           | Fecha                  | Formato               | Edición               | Discográfica          | Ref.    |
| -------------- | ---------------------- | --------------------- | --------------------- | --------------------- | ------- |
| Estados Unidos | 4 de julio de 2010     | CD · descarga digital | Estándar · de lujo    | Atlantic Records      |         |
| Estados Unidos | 5 de julio de 2010     | CD · descarga digital | Estándar · de lujo    | Atlantic Records      |         |
| Austria        | CD                     | Estándar              | Warner Music          | [ 125 ]               |         |
| Canadá         | CD                     | Estándar              | Warner Music          | [ 126 ]               |         |
| Australia      | CD                     | Estándar              | Warner Music          | 15 de octubre de 2010 | [ 127 ] |
| Estados Unidos | 7 de diciembre de 2010 | Estándar              | Disco de vinilo       | Elektra Records       |         |
| Japón          | 12 de enero de 2011    | Estándar              | CD                    | Warner Music          | [ 52 ]  |
| Alemania       | 14 de enero de 2011    | Estándar              | CD · disco de vinilo  | Warner Music          | [ 128 ] |
| Reino Unido    | 17 de enero de 2011    | Estándar              | CD · descarga digital | Elektra Records       | [ 51 ]  |
| Polonia        | 24 de enero de 2011    | Estándar              | CD · descarga digital | Warner Music          | [ 129 ] |

## Créditos y personal
Personal adicional
- Aaron Bay-Schuck: A&R
- Alex Schwartz: A&R
- Lenre Gaba: A&R, diseño
- Erica Bellarosa: Asuntos de negocios
- Nicki Bilardello: Diseño de arte
- Katie Robinson: Director de marketing
- Michelle Piza: Gestor de paquetes

Personal de grabación
- Stephen Marcussen: Masterización
- Manny Marroquín: Mezcla
- Christian Plata: Asistente
- Eric Madrid: Asistente
- Graham Marsh: Ingeniero

Personal adicional
- The Smeezingtons: Productores ejecutivos, compositores
- Dwayne "Supa Dups" Chin-Quee: Baterista, productor, arreglista, compositor, programador
- Ari Levine: Ingeniero, instrumentación
- Bruno Mars: Voz principal, instrumentación
- Brody Brown: Compositor, instrumentación
- Needz: Productor, compositor
- B.o.B: Artista invitado, compositor
- Damian Marley: Artista invitado, compositor
- Albert Winkler: Compositor
- Andrew Wyatt: Compositor
- Khalil Walton: Compositor
- Claude Kelly: Compositor
- Jeff Bhasker: Compositor
- Mitchum Chin: Compositor
- Thomas Pentz: Compositor
- Cee Lo Green: Artista invitado
- Richard Windmann: Bajo eléctrico
- DJ Dizzy: Scratch
- Compañías discográficas: Atlantic Records, Elektra Records y Warner Music Group.

Fuente: Notas del disco y Allmusic.